# Luis Lucchetti
Luis Alberto Lucchetti, född 18 november 1902 i La Plata, död 6 augusti 1990 i Buenos Aires, var en argentinsk fäktare.
Lucchetti blev olympisk bronsmedaljör i florett vid sommarspelen 1928 i Amsterdam.